# Mắm nhĩ
Mắm nhĩ, mắm nhỉ, còn gọi là mắm kéo lù hay nước mắm cốt là loại nước mắm có độ đạm rất cao, vị ngọt nhẹ, màu vàng rơm đến vàng nhạt, trong và có mùi đặc trưng. Mắm nhĩ ít khi được bán trên thị trường mà thường được các nhà thùng sử dụng để pha đấu với các loại nước mắm thấp đạm khác cho ra các sản phẩm nước mắm thương phẩm.
Chính xác phải gọi là "mắm nhỉ". Sở dĩ gọi là "nhỉ" vì loại nước mắm này đúng nghĩa phải được lấy/hứng từ các giọt nước mắm đầu tiên được "nhỉ" ra, hay nói cách khác là rò rỉ ra từng giọt, từng giọt từ lỗ nùi (lỗ thông) đang bịt kín ở đáy thùng hay lu vại đang chứa cá đã đến thời gian chín có thể lấy nước mắm thành phẩm.
Những giọt mắm nhỉ này có được là do trọng lượng riêng lớn như là hệ quả tất yếu của độ đạm cao lắng xuống đáy thùng chứa và rò rỉ ra ngoài theo quy luật thẩm thấu của chất lỏng nên thường là ngon nhất. Càng lấy nhiều mắm nhỉ thì càng làm giảm độ đạm của lượng nước mắm còn lại trong thùng (hay lu vại) theo nguyên lý bảo toàn... nên các nhà sản xuất chỉ dành lại một ít để dùng riêng hay cho tặng, số còn lại thông thường được đổ trả trở lại vào thùng chứa hay lu vại trước khi thu hoạch nước mắm thành phẩm thấp đạm hơn do dung lượng lớn .

## Nguyên liệu chế biến
Nguyên liệu chính và duy nhất để sản xuất nước mắm nhỉ là cá và muối. Nước mắm nhỉ có độ đạm rất cao, màu nâu đỏ và có mùi thơm đặc trưng. Để có được sản phẩm nước mắm nhỉ chất lượng, phần lớn phụ thuộc vào nguồn nguyên liệu cá cơm, muối ướp và thời tiết đặc trưng của từng vùng biển.
Để cho ra được nước mắm nhĩ đạt chuẩn, cá cơm làm nước mắm nhỉ ở giai đoạn trưởng thành, có độ lớn đều. Muối dùng để ướp phải là loại muối tinh khiết và không tạp chất (hoặc rất ít tạp chất).